# Otacilia ornata
Otacilia ornata är en spindelart som beskrevs av Christa L. Deeleman-Reinhold 200. Otacilia ornata ingår i släktet Otacilia och familjen flinkspindlar. Inga underarter finns listade i Catalogue of Life.